# Economic Systems
Economic Systems ist eine referierte wirtschaftswissenschaftliche Zeitschrift, die im Namen des Leibniz-Instituts für Ost- und Südosteuropaforschung in Verbindung mit der European Association for Comparative Economic Studies im Verlag Elsevier herausgegeben wird. Sie erscheint vier Mal im Jahr.

## Geschichte
Hans Raupach gründete im Jahr 1970 die Zeitschrift als Jahrbuch der Wirtschaft Osteuropas (Yearbook of East-European Economics) am Osteuropa-Institut München. Anfangs erschien sie im Olzog Verlag. Mit der Namensänderung in Economic Systems im Jahr 1991 wechselte die Zeitschrift zunächst zum Physica-Verlag und wird seit 2001 bei Elsevier verlegt.

## Rezeption
Economic Systems hat einen Impact-Faktor vom 2,8 (2023). Sie ist indexiert in ABI/Inform, Journal of Economic Literature, RePEc, Accounting & Tax DataBase und Scopus.